# Silvina Bullrich

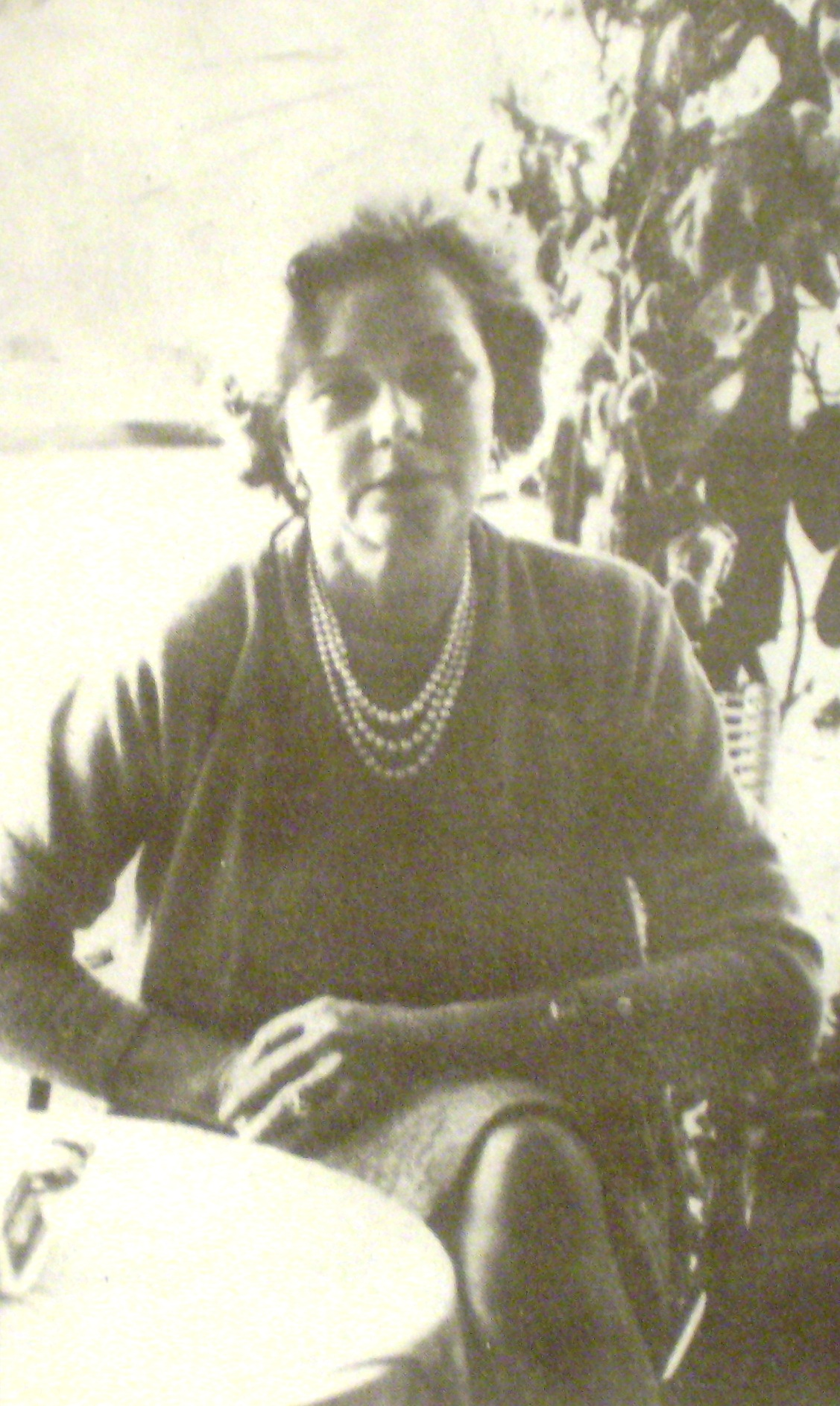
Silvina Bullrich

Silvina Bullrich (Buenos Aires, 4 de outubro de 1915 — Genebra, 2 de julho de 1990) foi uma famosa romancista argentina, além de jornalista, tradutora e roteirista.

## Obras
A crítica literária divide a obra de Silvina Bullrich em duas vertentes: a de intimismo feminista e a de tema sociopolítico.

### Intimismo feminista
- Bodas de cristal (1951);
- Teléfono ocupado (1956);
- Mañana digo basta (1968)
- Te acordarás de Taormina (1975)

### Tema sociopolítico
- Los burgueses (1964);
- Los salvadores de la patria (1965);
- La creciente (1967);
- Será justicia (1976).